# Onthophagus knausi
Onthophagus knausi é uma espécie de inseto do género Onthophagus da família Scarabaeidae da ordem Coleoptera. Foi descrita em 1927 por Brown.
Os machos maiores medem 4.3 a 4.9 mm de comprimento, os machos menores medem 3.6 a 4.2 mm e as fêmeas
3.5 a 5 mm. Encontram-se nos Estados Unidos. Alimentam-se de matéria fecal de cervos. Os adultos são ativos de abril a setembro e todo o ano mais ao sul.